# Егорьевское (Калининградская область)
Его́рьевское — посёлок в Калининградской области России. Входил в состав Добринского сельского поселения в Гурьевском районе.

## История
Зелльветен впервые упоминается в документах 1539 года.
В 1946 году Зелльветен был переименован в поселок Егорьевское.

## Население
| 2002 | 2010 |
| ---- | ---- |
| 109  | ↘92  |

В 1910 году население Зелльветена составляло 90 жителей, в 1933 году в сельской общине проживало 437 человек, в 1939 году — 370 человек.